# That's My Girl
«That's My Girl» es una canción grabada por el grupo femenino estadounidense Fifth Harmony. Fue lanzado y prestado servicio a la radio de éxito contemporáneo el 27 de septiembre de 2016, a través de Epic Records y Syco Music como el tercer y último sencillo del segundo álbum de estudio del grupo, 7/27 (2016) como pista de apertura. La canción fue escrita por Tinashe Kachingwe, Alexander Kronlund y Lukas Loules, con la producción a cargo de Kronlund y Loules. «That's My Girl» es principalmente un himno de R&B con elementos de electropop y temas líricos centrados en el empoderamiento femenino, el estímulo y las influencias feministas. Varios críticos notaron similitudes con los sencillos anteriores del grupo, que también presentan una producción militarista indistinguible.
«That's My Girl» se transmitió a la radio de éxito contemporáneo en los Estados Unidos el 27 de septiembre de 2016, el mismo día de su lanzamiento. Antes de eso, la pista recibió difusión un mes antes, en Radio Disney. Debutó en el Billboard Hot 100 en su posición máxima de 73 y permaneció en las listas durante dos semanas consecutivas. En las listas nacionales de reproducción al aire, el sencillo obtuvo un top 20 en el Mainstream Top 40 y se ubicó entre los cuarenta primeros del Hot Dance Airplay. A nivel internacional, «That's My Girl» se ubicó entre los veinte primeros en Escocia, mientras que se ubicó entre los cuarenta primeros en países como Hungría, el Reino Unido y Bélgica. La canción obtuvo una certificación de oro en los Estados Unidos y una certificación de plata en el Reino Unido.
El video musical que lo acompaña fue dirigido por Hannah Lux Davis y lanzado el 19 de septiembre de 2016. El clip distópico sigue al grupo en un entorno apocalíptico donde realizan rutinas de baile coreografiadas y salvan a las personas atrapadas en un pueblo vestidos con trajes de color blanco, inspirados en la película Mad Max. El grupo interpretó la canción en la televisión nacional por primera vez en los American Music Awards de 2016. Recibió promoción en comerciales para los Juegos Olímpicos de Verano de 2016, que presentaban al equipo de gimnasia de los Estados Unidos. Se lanzó una reproducción extendida de remixes dos meses después de su lanzamiento inicial. También es el último sencillo del grupo como quinteto con la miembro Camila Cabello, ya que anunció su salida del grupo en diciembre de 2016 para seguir una carrera en solitario.

## Recepción de la crítica
«That's My Girl» recibió críticas positivas de los críticos musicales, y algunos destacaron sus muestras de viento y el tema del empoderamiento femenino. Escribiendo para Los Angeles Times, Gerrick D. Kennedy calificó la canción de «grandilocuencia impulsada por cuernos» y afirma que «transmite un mensaje contundente de unidad femenina». Mientras revisaba el álbum el 27 de julio, Christopher R. Weingarten de Rolling Stone escribió que la pista no se comparaba con «Boss», el primer sencillo del grupo de Reflection, pero concluye diciendo «That's My Girl muerde bien sus cuernos y ofrece una adición en auge a su mensaje de empoderamiento». Lewis Corner de Digital Spy escribió: «That's My Girl es básicamente la prima más audaz y feroz de 'Worth It', con su metal pavoneándose y un coro lo suficientemente poderoso como para lanzar una misión de la NASA». Mike Neid de Idolator incluyó el canción en su categoría «debería haber sido más grande», elogiando el «corte armonioso y explosivo» que ejecutó el grupo y su hábil producción.
En una reseña mixta, Michael Smith de Renowned for Sound criticó la producción de la canción y comentó cómo las transiciones a diferentes versos pueden «sentirse inconexas de algunas maneras». También llamó a la canción una «opción única confusa» y menciona cómo la canción «está lejos de ser lo mejor que Fifth Harmony ha tenido para ofrecer». Smith le dio a la canción una calificación de dos y media de cinco estrellas. Por el contrario, Lucas Villa de AXS se entusiasmó con la canción, llamándola «uno de los mejores himnos de girl power en la música pop de los últimos tiempos» y dijo que el grupo «se despidió en consecuencia con este número descarado y descarado». Compartiendo sentimientos similares, Mike Wass de Idolator llamó a la canción un «éxito descarado» diciendo que era «otro himno de empoderamiento femenino construido alrededor de una muestra de cuerno asesino». The Boston Globe dijo que la canción era «tormentosa» y la calificó como un «himno de poder femenino hecho a medida para las salidas nocturnas de mujeres posteriores a la ruptura».

## Vídeo musical
El video musical fue dirigido por Hannah Lux Davis y fue lanzado el 19 de septiembre de 2016. Fue filmado en un desierto de California.

### Sinopsis
El video comienza cuando varios helicópteros se dirigen a un área llena de humo cerca de las montañas. Se ve a la gente del pueblo herida mientras el grupo comienza a cantar en tomas individuales en un conjunto completamente negro frente a una pared de roca iluminada. En la siguiente escena, el grupo camina hacia el pueblo en ruinas en unidad en un escenario mundial posapocalíptico, vestidos con ropa blanca sosteniendo, inicialmente, banderas blancas, donde bailan por las calles cantando la letra de la canción. Cada miembro mueve las banderas simultáneamente mientras las escenas de su conjunto totalmente negro se empalman en el medio.
A medida que el grupo se dirige al centro de la ciudad, sus rostros están en estado de shock mientras se agarran de las manos. La cámara hace zoom individualmente en sus rostros antes de correr para rescatar a la gente del pueblo. Reúnen a todos detrás de ellos mientras muestran sus banderas blancas al opresor, en un símbolo de rendición y un llamado a la tregua. Luego se muestra a Dinah cantando el segundo verso con una luz roja en el fondo entrando a un baño rústico donde la cámara cambia a Ally cantando su verso seguida por Camila y Lauren cantando simultáneamente. Luego, se muestra al grupo bailando y cantando el coro con banderas rojas. Cada miembro une sus manos mientras se elevan partículas brillantes cuando levantan sus manos hacia arriba. Las partículas permanecen allí mientras el grupo camina en círculos a su alrededor. En el tercer puente, el grupo forma un círculo alrededor de un poder rojo que explota formando el número cinco con la siguiente escena que muestra al grupo bailando en la ciudad en ruinas por la noche con una luz tenue de fondo. El video termina mostrando el pueblo con la forma del número 5, en referencia al nombre del grupo.

### Recepción
Varios críticos notaron la influencia de la película Mad Max en la concepción del video. Sasha Geffen de MTV señaló que «parece que sus atuendos podrían haber sido sacados del vestuario de Mad Max: Fury Road, aunque no hay War Boys para ser visto en el paisaje desértico. Las chicas gobiernan este post-apocalipsis, tal vez sea una secuela». Nolan Feeney de Entertainment Weekly escribió que «el quinteto interpretó a trabajadores de emergencia sexys en una sociedad distópica al estilo de Los juegos del hambre que ha sido sacudida por una catástrofe». Lewis Corner de Digital Spy calificó el video como «épico» y «visual de gran éxito», el grupo como una «visión de solidaridad». Corner elogió la mirada feroz que demostró el grupo.
En un análisis de Vulture, Halle Keifer expresó una perspectiva confusa sobre el video y preguntó: «¿La gente realmente quiere ver a Fifth Harmony literalmente bailando entre los escombros de una ciudad devastada por la guerra?». Keifer notó que las rutinas de baile abruptas distraían la línea argumental principal del video. Carl Williott de Idolator sintió que el video era «una secuela espiritual» del «visual del sitio de construcción «Work from Home» (2016) igualmente utilitario» del grupo. Mike Neid, del mismo sitio web que Williott, dijo que el video proporcionó «coreografía sexy y un poderoso mensaje de poder femenino» en un análisis de su categoría «debería haber sido más grande». Kelly Lawler de USA Today destacó los guiños del video a películas distópicas populares, como The Maze Runner y The Hunger Games. También calificó el baile de «impecable» y elogió el poder emocional del grupo en las voces y el tema sólido de la canción. Hasta julio de 2020, el video superó los 205 millones de visitas.

## Presentaciones en vivo
El grupo interpretó la canción por primera vez en televisión en los American Music Awards el 20 de noviembre de 2016 con un escenario «postapocalíptico». Según el editor Andrew Unterberger de Billboard, fue la cuarta mejor actuación de la noche. «That's My Girl» se incluyó en la lista de canciones del 7/27 Tour.
El concursante de la serie 13 de The X Factor, Gifty Louise, interpretó una versión de la canción durante la primera semana en vivo, que recibió el favor y elogios de los cuatro jueces. El grupo también interpretó la canción como parte del segmento de New Year's Rockin 'Eve de Dick Clark. Las chicas cantaron la canción en el Festival FunPopFun en Brasil. La banda británica de pop rock The Vamps hizo una versión de la pista en el BBC Radio 1 Live Lounge. La canción también apareció en el tráiler de la película de comedia Girls Trip de 2017, el tráiler de jugabilidad de GTI Club: The Outsider, y también apareció en el juego. También apareció en la segunda temporada de la comedia estadounidense The Real O'Neals.
Se lanzó un video musical alternativo el 28 de septiembre de 2016 y presenta escenas de la serie web DC Super Hero Girls y la película DC Super Hero Girls: Hero of the Year. La canción también apareció en un video musical del equipo femenino de gimnasia de los Estados Unidos para los Juegos Olímpicos de Río 2016. En el video, cada miembro de Fifth Harmony aparece individualmente contra un fondo brillantemente iluminado. Los miembros del grupo cantan la canción entre clips de las gimnastas de los Estados Unidos.

## Posicionamiento en listas
| Listas (2016)                               | Posiciones |
| ------------------------------------------- | ---------- |
| Australia (ARIA)                            | 54         |
| Bélgica (Flandes) (Ultratip Bubbling Under) | 8          |
| Bélgica (Valonia) (Ultratip Bubbling Under) | 30         |
| Brasil (Billboard Brasil Hot 100)           | 73         |
| Canadá (Canadian Hot 100)                   | 54         |
| Canada CHR/Top 40 (Billboard)               | 28         |
| Canada Hot AC (Billboard)                   | 41         |
| República Checa (Rádio Top 100)             | 42         |
| Indonesia (CreativeDisc Top 50)             | 3          |
| Hungría (Rádiós Top 40)                     | 23         |
| Irlanda (IRMA)                              | 46         |
| Japón (Japan Hot 100)                       | 68         |
| New Zealand Heatseekers (Recorded Music NZ) | 5          |
| Escocia (Scottish Singles Sales Chart)      | 12         |
| Eslovaquia (Rádio Top 100)                  | 79         |
| Reino Unido (UK Singles Chart)              | 26         |
| Estados Unidos (Billboard Hot 100)          | 73         |
| Estados Unidos (Mainstream Top 40)          | 19         |

## Certificaciones
| País              | Organismo certificador | Certificación | Simbolización | Ventas    | Ref.   |
| ----------------- | ---------------------- | ------------- | ------------- | --------- | ------ |
| 🇺🇸 Estados Unidos | RIAA                   | 2x Platino    |               | 2 000 000 |        |
| Reino Unido       | BPI                    | Platino       | ●             | 600 000   | [ 49 ] |
| México            | AMPROFON               | Oro           | –             | 30,000    | [ 50 ] |
| Polonia           | ZPAV                   | Oro           | ●             | 10 000    | [ 51 ] |
| 🇨🇦Canada          | Music Canada           | Oro           |               | 40 000    |        |